# Terra Indígena Alto Rio Negro
A Terra Indígena Alto Rio Negro é um território indígena brasileiro, nos municípios de São Gabriel da Cachoeira (92% de sua superficie) e Japurá, habitado por comunidades de vinte etnias originarias, entre elas Baniwa, Warekena, Cubeo, Tucano, Desano, Arapaço, Tariana e Hupda. Para 2021 se estimava uma população de 26.046 pessoas.
A caatinga do Rio Negro cobre a maior parte da área demarcada e seus solos são extremamente ácidos, arenosos e lixiviados, constituindo reservas de recursos vegetais e aquáticos, com várias espécies endémicas, que são consideradas um recurso genético de alto valor. As comunidades estão localizadas nas regiões de ocorrências de matas de terra firme, cujos solos permitem a horticultura, mas também coletam e utilizam várias espécies dos igapós e da caatinga.
São Gabriel tem, além do português, três línguas indígenas oficiais, o Tukano, o Baniwa e o Nheengatu.